# FIVB World Grand Prix 2012
De FIVB World Grand Prix 2012 was een internationale volleybalcompetitie voor vrouwen dat gespeeld wordt tussen zestien landen van 8 juni tot en met 1 juli 2012. De Verenigde Staten prologeerde zijn titel.

## Deelnemende landen
| Competitie                                    | Data                          | Locatie                    | Aantal plaatsen  | Gekwalificeerd                                           |
| --------------------------------------------- | ----------------------------- | -------------------------- | ---------------- | -------------------------------------------------------- |
| Gastland eindronde                            | —                             | —                          | 1                | China                                                    |
| Pan-Amerikaanse beker                         | 1 - 9 juli 2011               | Ciudad Juarez, Mexico      | 2 (Zuid-Amerika) | Brazilië Argentinië                                      |
| Pan-Amerikaanse beker                         | 1 - 9 juli 2011               | Ciudad Juarez, Mexico      | 4 (NORCECA)      | Dominicaanse Republiek Verenigde Staten Cuba Puerto Rico |
| Azaitsch kampioenschap volleybal vrouwen 2011 | 15-23 september 2012          | TPE Taipei, Chinees Taipei | 3                | Japan Zuid-Korea Thailand                                |
| Europees kampioenschap volleybal vrouwen 2011 | 24 september - 2 oktober 2012 | Servië & Italië            | 5                | Servië Duitsland Turkije Italië Polen                    |
| Play-Off                                      | October 5, 2011               | Oran, Algerije             | 1                | TPE                                                      |
| Totaal                                        |                               |                            | 16               |                                                          |

## Kalender
| Week 1 8 - 10 juni 2012                               | Week 1 8 - 10 juni 2012                               | Week 1 8 - 10 juni 2012         | Week 1 8 - 10 juni 2012                 |
| Groep A: Macau, China                                 | Groep B: Santo Domingo, Dominicaanse Republiek        | Groep C: Busan, Zuid-Korea      | Groep D: Lodz, Polen                    |
| ----------------------------------------------------- | ----------------------------------------------------- | ------------------------------- | --------------------------------------- |
| Puerto Rico China Thailand Argentinië                 | Verenigde Staten Duitsland Dominicaanse Republiek TPE | Japan Cuba Zuid-Korea Turkije   | Polen Servië Italië Brazilië            |
| Week 2 15 - 17 juni 2012                              |                                                       |                                 |                                         |
| Groep E: São Bernardo do Campo, Brazilië              | Groep F: Komaki, Japan                                | Groep G: Foshan, China          | Groep H: Belgrado, Servië               |
| Brazilië Duitsland Italië Verenigde Staten            | Japan Dominicaanse Republiek Thailand Puerto Rico     | Polen China TPE Zuid-Korea      | Cuba Servië Turkije Argentinië          |
| Week 3 22 juni - 24 juni 2012                         |                                                       |                                 |                                         |
| Groep I: Osaka, Japan                                 | Groep J: Bangkok, Thailand                            | Groep K: Luohe, China           | Groep L: Taipei, Chinese Taipei         |
| Japan Duitsland Zuid-Korea Turkije                    | Verenigde Staten Servië Thailand Argentinië           | Brazilië China Cuba Puerto Rico | Italië Polen Dominicaanse Republiek TPE |
| Week 4 Eindronde 27 juni - 1 juli 2012                |                                                       |                                 |                                         |
| Ningbo                                                |                                                       |                                 |                                         |
| China Verenigde Staten Turkije Thailand Brazilië Cuba |                                                       |                                 |                                         |

## Ranglijst
- De top 5 + China plaatsen zich voor de eindronde dat in China zal worden gehouden.
- bij winst met 3-0 of 3-1 :3 punten voor de winnaar ; 0 punten voor de verliezer
- bij winst met 3-2 : 2 punten voor de winnaar ; 1 punt voor de verliezer

|      |                        |     | Wedstrijden | Wedstrijden | Sets | Sets | Sets |
| Rank | Team                   | Pts | W           | L           | W    | L    |      |
| ---- | ---------------------- | --- | ----------- | ----------- | ---- | ---- | ---- |
| 1    | Verenigde Staten       | 27  | 9           | 0           | 27   | 2    |      |
| 2    | China                  | 23  | 8           | 1           | 24   | 8    |      |
| 3    | Turkije                | 21  | 7           | 2           | 23   | 12   |      |
| 4    | Thailand               | 20  | 7           | 2           | 22   | 10   |      |
| 5    | Brazilië               | 19  | 8           | 1           | 25   | 14   |      |
| 6    | Cuba                   | 19  | 6           | 3           | 23   | 13   |      |
| 7    | Duitsland              | 18  | 6           | 3           | 20   | 11   |      |
| 8    | Polen                  | 16  | 5           | 4           | 20   | 15   |      |
| 9    | Japan                  | 13  | 4           | 5           | 17   | 16   |      |
| 10   | Italië                 | 13  | 4           | 5           | 16   | 19   |      |
| 11   | Servië                 | 11  | 3           | 6           | 15   | 19   |      |
| 12   | Dominicaanse Republiek | 7   | 2           | 7           | 9    | 22   |      |
| 13   | Puerto Rico            | 5   | 2           | 7           | 8    | 24   |      |
| 14   | Zuid-Korea             | 4   | 1           | 8           | 8    | 25   |      |
| 15   | Argentinië             | 0   | 0           | 9           | 4    | 27   |      |
| 16   | TPE                    | 0   | 0           | 9           | 3    | 27   |      |

## Finaleronde
- locatie: Ningbo, Beilun Gymnasium, China

|      |                  |     | Wedstrijden | Wedstrijden | Sets | Sets | Sets |
| Rank | Team             | Pts | W           | L           | W    | L    |      |
| ---- | ---------------- | --- | ----------- | ----------- | ---- | ---- | ---- |
| 1    | Verenigde Staten | 14  | 5           | 0           | 15   | 4    |      |
| 2    | Brazilië         | 13  | 4           | 1           | 14   | 5    |      |
| 3    | Turkije          | 9   | 3           | 2           | 11   | 8    |      |
| 4    | Thailand         | 5   | 2           | 3           | 8    | 11   |      |
| 5    | China            | 2   | 1           | 4           | 7    | 12   |      |
| 6    | Cuba             | 0   | 0           | 5           | 0    | 15   |      |

| 27 juni | Brazilië         | Verenigde Staten | 2-3 |
|         | Thailand         | Turkije          | 1-3 |
|         | China            | Cuba             | 3-0 |
| 28 juni | Verenigde Staten | Thailand         | 3-1 |
|         | Cuba             | Turkije          | 0-3 |
|         | China            | Brazilië         | 3-2 |
| 29 juni | Brazilië         | Cuba             | 3-0 |
|         | Turkije          | Verenigde Staten | 1-3 |
|         | China            | Thailand         | 2-3 |
| 30 juni | Brazilië         | Thailand         | 3-0 |
|         | Cuba             | Verenigde Staten | 0-3 |
|         | China            | Turkije          | 1-3 |
| 1 juli  | Turkije          | Brazilië         | 1-3 |
|         | Thailand         | Cuba             | 3-0 |
|         | China            | Verenigde Staten | 0-3 |